# Кримпенервард

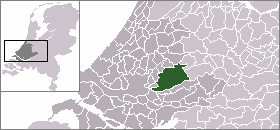
Расположение общины Кримпенервард на карте Нидерландов

Кримпенервард (нидерл. Krimpenerwaard) — община в провинции Южная Голландия (Нидерланды). Располагается чуть южнее Гауды и восточнее агломерации Роттердама. Границы общины очерчены на севере по реке Холландсе-Эйссел, на юге по реке Лек и на востоке по ручью Влист.
Община получила своё название от города Кримпен-ан-ден-Эйссел, расположенного к западу от неё. На голландском «Кримп» означает изгиб реки, а «Вард» — это междуречье между зимними дамбами различных русел рек (в данном случае, Лека и Эйссела).
Название Кримпенервард впервые упоминается в исторических записях в 944 году.